# Los Angeles Times
Los Angeles Times je novinový deník vycházející od roku 1881 v kalifornském městě Los Angeles. Roku 2008 byly Los Angeles Times vyhlášeny jako druhý největší deník vydávaný na území Spojených států amerických, jehož denní náklad v tomto roce činil 773 884 výtisků, nedělní speciál pak dosáhl nákladu 1 101 981 výtisků. Od roku 2018 sídlí deník ve městě El Segundo. Los Angeles Times získaly za dobu své historie několik Pulitzerových cen jednak v kategorii reportáž a rovněž v kategorii fotografie. Současným vlastníkem deníku je společnost Los Angeles Times Communications, šéfredaktorem je Terry Tang.